# جون نيلسون روبرتسون
جون نيلسون روبرتسون (بالإنجليزية: John Robertson)‏، من مواليد 20 يناير 1953 في أودينغستون في إسكتلندا، لاعب كرة قدم إسكتلندي سابق.
لعب مع منتخب إسكتلندا لكرة القدم.

## مسيرته الكروية
لعب جون نيلسون روبرتسون خلال مسيرته الاحترافية مع ناديين في ستة عشر موسمًا وسجل خلالها 63 هدفًا ضمن 469 مباراة. ولم يفز بأي موسم بالكأس وفاز في موسم واحد بالدوري.
خاض جون نيلسون روبرتسون مسيرته مع نادي نوتينغهام فورست في موسم 1970–71 في المرة الأولى ليلعب معه ثلاثة عشر موسمًا ثم في موسم 1985–86 لمدة موسم واحد، مشاركًا طوالها في 397 مباراة سجل خلالها 61 هدفًا. ثم انتقل إلى نادي ديربي كاونتي في موسم 1983–84 ولمدة موسمين، حيث شارك في 72 مباراة سجل خلالها هدفين.

## روابط خارجية
- جون نيلسون روبرتسون على موقع الاتحاد الأوربي (الإنجليزية)
- جون نيلسون روبرتسون على موقع الاتحاد الإسكتلندي (الإنجليزية)
- جون نيلسون روبرتسون على موقع قاعدة بيانات كرة القدم.إي يو (الإنجليزية)
- جون نيلسون روبرتسون على موقع ناشيونال فوتبول تيمز (الإنجليزية)
- جون نيلسون روبرتسون على موقع عالم كرة القدم.نت (الإنجليزية)